# 新月莊的艾蜜莉
《新月莊的艾蜜莉》（英語：Emily of New Moon），加拿大作家露西·莫德·蒙哥馬利的小說，於1923年出版。

## 動畫
日本NHK教育頻道將《新月莊的艾蜜莉》改編成《風之少女艾蜜莉》，自2007年4月7日播至同年2007年9月29日，全26話。